# 폴 제닝스
폴 제닝스(Paul Jennings, c. 1799년 ~ 1874년)는 미국의 노예제 폐지론자이자 작가였다. 젊은 시절 제임스 매디슨 대통령에 의해 백악관 재임 중과 그 이후에도 노예 상태에 있었던 제닝스는 1865년에 최초의 백악관 회고록을 출판했다. 그의 책은 "노예 제도와 초기 미국 공화국 역사에서 특이한 문서"로 묘사되는 《제임스 매디슨에 대한 한 유색인의 회고록》(A Colored Man's Reminiscences of James Madison)이었다.
1837년부터 워싱턴 D.C.에 살면서 제닝스는 많은 귀중한 인맥을 만들었고, 북부 휘그당 상원 의원 대니얼 웹스터의 도움으로 자유를 얻었다. 1850년대에 제닝스는 버지니아로 여행하여, 노예였던 그의 아내 패니와 함께 이웃 농장에서 자란 자녀들을 찾아냈다. 그의 어머니 쪽 친척들은 1844년에 과부 돌리 매디슨에 의해 몽펠리에와 함께 팔렸다. 그의 세 아들은 남북 전쟁 중 북군에 합류했다.
2009년에는 몽펠리에에서 제닝스에 대한 강연이 있은 후 그의 후손들이 기려졌다. 그들은 또한 백악관에서 길버트 스튜어트의 1796년 조지 워싱턴 초상화를 개인적으로 관람하도록 초대되었다.

## 초기 생애와 교육
제닝스는 약 1799년에 몽펠리에에서 노예로 태어났다. 그의 어머니는 아프리카계 아메리카 원주민으로, 매디슨 가문의 노예였다. 그녀는 소년에게 그의 아버지가 영국 상인인 벤자민 제닝스라고 말했다. 물라토인 제닝스는 노예 어린이로서 돌리의 아들 페인 토드의 친구였다. 그는 제임스 매디슨의 발렛으로 봉사하기 시작했고 나중에는 그의 "개인 하인"으로 훈련받았다. 10살 때, 제닝스는 매디슨이 대통령으로 선출된 후 그와 그의 가족을 따라 백악관으로 갔다. 1865년 회고록에서 그는 이스트룸이 첫 건축 후 아직 미완성이었고, 워싱턴 거리 대부분은 포장되지 않았으며, 도시는 그 시절 "황량한 곳"이었다고 언급했다.
1814년 워싱턴 방화 당시, 영국군이 백악관에 접근하자 15세의 제닝스는 두 명의 다른 남자와 함께 랜스다운 초상화로 알려진 조지 워싱턴의 유명한 길버트 스튜어트 초상화를 구하는 데 도움을 주었다고 전해진다. 백악관의 다른 노예들도 은과 같은 귀중품을 구하는 데 도움을 주었다. (그 초상화는 백악관으로 돌아왔고, 미영 전쟁 이전부터 남아있는 유일한 품목이다.) 전설에 따르면 그는 돌리 매디슨 영부인이 이 노력을 하는 데 도움을 주었다고 한다. 제닝스는 그의 회고록에서 프랑스 요리사와 한 명의 다른 사람이 그림을 내리는 실제 작업을 했다고 썼다.:12–13

## 백악관 퇴임 후
대통령이 두 번째 임기를 마치자 매디슨 부부는 1817년에 제닝스를 데리고 몽펠리에로 돌아왔다. 그는 18살이었고 대통령의 남은 생애 동안 매디슨의 시종으로 계속 봉사했다. 제닝스는 다른 농장에 속박된 노예 여성 패니와 결혼하여 어머니와 함께 사는 다섯 자녀를 두었다. 제닝스는 1836년 매디슨이 사망할 때 그와 함께 있었다.:18–19
1837년, 과부가 된 돌리 매디슨은 겨울 동안 살기 위해 워싱턴 D.C.로 돌아갈 때 제닝스를 데려갔다. 그는 가족을 뒤에 두고 떠날 수밖에 없었지만 가끔 방문하는 것은 허용되었다. 1841년, 그녀는 유언장을 작성하여 사망 후 제닝스를 해방시킬 것이라고 했는데, 이는 그녀의 유언장에서 해방시킨 유일한 노예였다. 성인이 된 제닝스는 워싱턴에서 훨씬 더 넓은 공동체를 보았다. 당시 워싱턴의 많은 자유 흑인 중에는 전 대통령 워싱턴, 제퍼슨, 매디슨의 노예 후손들도 있었다.
재정적으로 어려움을 겪던 돌리 매디슨은 1844년에 몽펠리에와 노예를 포함한 모든 재산을 팔아 생활비를 마련했다. 그해 버지니아에서 제닝스의 아내 패니가 사망했다. 이듬해 돌리 매디슨은 워싱턴의 제임스 포크 대통령에게 제닝스를 고용해주었다. 종종 고용된 노예들은 수입의 일부를 가질 수 있었지만, 그녀는 모든 것을 가졌다.

## 자유
미래를 걱정한 제닝스는 매디슨과 구매 가격을 협상하려 했으나, 1846년에 그녀는 그를 보험 대리인에게 200달러(2022년 기준 $5,761에 해당)에 팔았다. 6개월 후, 대니얼 웹스터 상원의원이 개입하여 새로운 소유주로부터 120달러(2022년 기준 $3,456에 해당)에 그를 사서 제닝스에게 자유를 주었고, 제닝스는 그 대가로 상원의원에게 노동으로 갚았다. 그는 당시 노예보다 세 배나 많은 워싱턴의 대규모 자유 흑인 공동체에 편입되었다.
1848년에 제닝스는 스쿠너 펄을 타고 워싱턴 D.C.에서 77명의 노예를 대량 탈출시키는 계획을 도왔다. 이는 미국 역사상 가장 큰 노예 탈출 시도였다. 백인 노예 폐지론자 윌리엄 L. 채플린과 게릿 스미스의 자금 지원을 받아, 워싱턴의 자유 흑인 공동체는 탈출 규모를 확대하여 북부로 225마일 항해를 감수할 의향이 있는 수십 명의 노예를 모았다.
도망자들은 바람이 좋지 않아 지연된 후 붙잡혀 워싱턴으로 돌아왔다. 그들의 소유주들은 그들을 재빨리 상인들에게 팔았고, 대부분은 디프사우스에서 다시 팔렸다. 에드먼슨 자매를 포함한 일부 노예들은 가족과 친구들이 돈을 내어 자유를 얻었다. 에드먼슨 자매는 뉴욕주에서 학교에 다닐 수 있도록 후원받았고 나중에 노예 폐지론 강연에서 연설했다. 스쿠너 펄의 선주이자 조종사였던 두 백인 선장 대니얼 드레이턴과 에드워드 세이어스는 노예 탈출을 돕고 노예를 불법적으로 수송한 여러 건의 혐의로 유죄 판결을 받았다. 그들은 밀러드 필모어 대통령의 사면을 받기 전까지 4년간 투옥되었다.
이듬해 제닝스는 데스데모나 브룩스와 재혼했는데, 그녀는 어머니가 백인이었던 자유 물라토였다(자궁속의 아이가 어머니를 따른다 원칙에 따라 자녀는 어머니의 신분을 따랐다). 그녀는 알렉산드리아 (버지니아주)에 살았다.
제닝스는 1850년대에 자유인으로서 버지니아로 돌아와 수년 전에 떠날 수밖에 없었던 가족과 재회했다. 그의 세 아들은 남북 전쟁 중 북군 전선에 합류하여 북군에 가담했다. 존, 프랭클린, 윌리엄과 딸 메리는 나중에 워싱턴과 그 지역에서 그와 합류했다.
전쟁 후 제닝스는 새로 설립된 내무부 소속의 연금국에서 참전 용사 및 군인 가족의 청구를 처리하는 일을 했다. 그는 고물상인 존 브룩스 러셀과 알게 되었다. 러셀은 제닝스가 매디슨과 함께 지낸 세월의 이야기를 기록했다. 그는 1863년 1월 러셀이 기고했던 『더 히스토리컬 매거진과 미국의 고대, 역사, 인물에 관한 질의와 답변』에 이를 출판했다. 그는 제닝스가 1865년에 그의 회고록을 책으로 출판하는 것을 도왔다. 이는 최초의 백악관 회고록으로 여겨진다.
자유인이 된 제닝스는 부지를 구입하여 NW L Street 1804번지에 집을 지었다. 그는 자녀들과 재회했고, 아들 존은 그와 함께 살았다. 딸 메리는 두 자녀와 함께 옆집에 살았다. 아들 프랭클린과 윌리엄도 그 지역에 살았다.
데스데모나의 사망 후, 제닝스는 1870년에 아멜리아 도르시와 세 번째 결혼을 했다.
그는 1874년 75세의 나이로 워싱턴 D.C. 북서부에서 사망했다. 그는 D.C.의 컬럼비아 하모니 묘지에 묻혔다. 1959년에 그 묘지가 폐쇄되었을 때, 그곳에 묻힌 사람들의 유해는 메릴랜드주 랜도버의 내셔널 하모니 기념공원으로 재매장되었다. 그러나 제닝스의 유해(가족이 찾지 않은 다른 유해와 함께)는 이 과정에서 유실되었다. 제닝스는 유언장에서 워싱턴 북서부에 있는 자신의 집과 재산을 가족에게 남겼다.

## 저작
- 폴 제닝스, 제임스 매디슨에 대한 한 유색인의 회고록 (1865), 구글 북스에서 재판본 이용 가능.

## 유산 및 영예
- 2009년 몽펠리에 직원들은 제닝스에 대한 강연 "폴 제닝스: 자유에 매료되다"를 열고 그의 후손들을 위해 저택에서 리셉션을 가졌다.[13]
- 또한 2009년, 몽펠리에 재단은 제닝스의 후손들을 위해 백악관을 개인적으로 방문하여 길버트 스튜어트의 조지 워싱턴 초상화를 관람하고 미영 전쟁 중 그의 노력을 기념하도록 주선했다.[5][10]
- 돌리 매디슨이 조지 워싱턴의 초상화 구조를 지휘하다, 1814년 8월 24일 (2009)은 몽펠리에 재단이 의뢰한 예술가 윌리엄 우드워드의 벽화이다.[13][14]
- 그의 후손 중 한 명은 조지타운, 워싱턴 D.C.의 연립주택에 살고 있는데, 이 집은 그의 가족이 19세기부터 소유해 왔다.[10]
- 제임스 매디슨 대학교는 2019년 2월 8일, 새로운 기숙사 이름을 그를 기려 명명했다.

## 같이 보기
- 노예 목록

## 참고 문헌
- Taylor, Elizabeth Dowling (2012). 《A Slave in the White House: Paul Jennings and the Madisons》. New York: Palgrave Macmillan. ISBN 9780230108936.